# Austrophorocera longiuscula
Austrophorocera longiuscula är en tvåvingeart som först beskrevs av Walker 1858.  Austrophorocera longiuscula ingår i släktet Austrophorocera och familjen parasitflugor. Inga underarter finns listade i Catalogue of Life.